# Ariane-Li Simard-Côté
Ariane-Li Simard-Côté (née le 27 novembre 1982) est une actrice canadienne spécialisée dans le doublage. Elle est la voix québécoise régulière de Cobie Smulders, Ashley Greene et Teresa Palmer ainsi qu'une des voix de Noureen DeWulf, Jamie Chung, Elsa Pataky  et Portia Doubleday. Ariane-Li Simard-Côté vit actuellement au Canada.

## Filmographie
- 1999 : Les Ailes du dragon : Lin
- 2001 : Emma, série de Stéphane Joly : Julie Rondeau
- 2005 : Papa, d'Émile Proulx-Cloutier : Simone
- 2008 : Les Kiki Tronic : Lixie
- 2009 : Bob Gratton : Ma vie, My Life, série de Gabriel Pelletier : Stella
- 2013 : La Maison du pêcheur, d'Alain Chartrand : Lison
- 2013 : L'Appart du 5e : Éléonore (saison 2)

## Doublage

### Cinéma

#### Films
- Cobie Smulders dans (8 films) :
  - Les Avengers : le film (2012) : Maria Hill
  - Un havre de paix (2013) : Jo
  - Donneur anonyme (2013) : Emma
  - Capitaine America : Le Soldat de l'hiver (2014) : Maria Hill
  - Avengers : L'Ère d'Ultron (2015) : Maria Hill
  - Jack Reacher : Sans retour (2016) : Susan Turner
  - Avengers : La Guerre de l'infini (2018) : Maria Hill
  - Spider-Man : Loin des siens (2019) : Soren en Maria Hill

- Ashley Greene dans (7 films) :
  - Twilight : La Fascination (2008) : Alice Cullen
  - La Saga Twilight : Tentation (2009) : Alice Cullen
  - La Saga Twilight : Hésitation (2010) : Alice Cullen
  - La Recette du succès (2011) : Kathleen Pickler
  - La Saga Twilight : Révélation, partie 1 (2011) : Alice Cullen
  - LOL USA (2012) : Ashley
  - La Saga Twilight : Révélation, partie 2 (2012) : Alice Cullen

- Teresa Palmer dans (6 films) :
  - L'Apprenti sorcier (2010) : Becky Barnes
  - Numéro Quatre (2011) : Numéro six alias Maren Élisabeth
  - Zombie malgré lui (2013) : Julie
  - Extrême limite (2015) : Samsara
  - Un choix (2016) : Gabby Holland
  - Tu ne tueras point (2016) : Dorothy Schutte

- Noureen DeWulf dans (5 films) :
  - Pulsation 3 (2008) : Salwa
  - Hanté par ses ex (2009) : Melanie
  - Le Plan B (2010) : Daphne
  - The 41-Year-Old Virgin Who Knocked Up Sarah Marshall and Felt Superbad About It (2010) : Kim
  - L'échappée (2011) : Reena Singh

- Jamie Chung dans (5 films) :
  - Lendemain de veille 2 (2011) : Lauren Price
  - La fosse aux lions (2012) : Kerstin Rhee
  - Course express (2012) : Nima
  - L'Homme aux poings de fer (2012) : Lady Soie
  - Lendemain de veille 3 (2013) : Lauren Price

- Elsa Pataky dans (5 films) :
  - Rapides et dangereux 5 (2011) : Elena Neves
  - Rapides et dangereux 6 (2013) : Elena Neves
  - Dangereux 7 (2015) : Elena Neves
  - Le Destin des dangereux (2017) : Elena Neves
  - La Brigade des 12 (2018) : Jean Nelson

- Portia Doubleday dans :
  - Ados en révolte (2010) : Sheeni Saunders
  - Big Mommas : Tel père, tel fils (2011) : Jasmine
  - Carrie (2013) : Christine Hargensen
  - L'Île fantastique (2020) : Sloane Maddison

- Brie Larson dans :
  - Scott Pilgrim contre le monde (2010) : Nathalie V. « Envy » Adams
  - Room : Le Monde de Jack (2015) : Joy « Ma » Newsome
  - Hostiles et armés (2016) : Justine

- Leighton Meester dans :
  - Monte Carlo (2011) : Margaret « Meg » Kelly
  - Ça, c'est mon gars (2012) : Jamie
  - Le Juge (2014) : Carla

- Vanessa Kirby dans :
  - À travers le temps (2013) : Joanna
  - Everest (2015) : Sandy Hill Pittman
  - Mission : Impossible - Répercussions (2018) : Alanna Mitsopolis / la Veuve Blanche

- Samantha Lemole dans :
  - Décadence V (2008) : Pamela Jenkins
  - Décadence VI (2009) : Pamela Jenkins

- Jenna Dewan dans :
  - Virginité à l'américaine (2009) : Priscilla
  - Déjà 10 ans (2011) : Jess

- Sophie Traub dans :
  - Tenderness (2009) : Lori
  - Virage (2011) : Kelly Lanken

- Olivia Wilde dans :
  - Tron : L'Héritage (2010) : Quorra
  - Les Mots (2012) : Daniella

- Rosie Huntington-Whiteley dans :
  - Transformers 3 : La Face cachée de la Lune (2011) : Carly Spencer
  - Mad Max : La Route du chaos (2015) : The Splendid Angharad

- Alexis Knapp dans :
  - La Note parfaite (2012) : Stacie Conrad
  - La Note parfaite 2 (2015) : Stacie Conrad

- Ashley Bell dans :
  - Le Dernier Exorcisme II (2013) : Nell Sweetzer
  - Le fusilier marin 3: L'invasion (2013) : Lilly Carter

- 1983 : Le feu de la danse : Katie Hurley (Belinda Bauer)
- 2008 : Course à la mort : Case (Natalie Martinez)
- 2009 : Millénium 2 : La Fille qui rêvait d'un bidon d'essence et d'une allumette : Miriam Wu (Yasmine Garbi)
- 2009 : Serment mortel : Riley (Deja Kreutzberg)
- 2009 : La Descente 2 : Cath (Anna Skellern)
- 2009 : Folies de graduation Présente : Le Livre de l'amour : Amy (Cindy Busby)
- 2009 : Le Tout pour le tout : Un combat à finir : Treyvonetta (Gabrielle Dennis)
- 2009 : L'Orpheline : Joyce Wiliams (Lorry Ayers)
- 2010 : Coup fumant 2: Le bal des assassins : Vicky (Keegan Connor Tracy)
- 2010 : Le Spa à remonter dans le temps : Jenny (Lyndsy Fonseca)
- 2010 : StreetDance 3D : Carly (Nichola Burley)
- 2010 : My Name Is Khan : Mandira Rathore Khan (Kajol)
- 2010 : Démon : Elsa Nahai (Caroline Dhavernas)
- 2010 : Stone : Candace (Rachel Loiselle)
- 2010 : Mords-moi sans hésitation : Becca Crane (Jenn Proske)
- 2010 : La Guerre des Broncos : Vanaya / Venonka (Suzanne May)
- 2011 : La Guerre des pères : Lucia Ramirez (America Ferrera)
- 2011 : Arthur : Tiffany (Christina Calph)
- 2011 : Frissons 4 : Olivia Morris (Marielle Jaffe)
- 2011 : Duo à trois : Rachel (Ginnifer Goodwin)
- 2011 : Requins 3D : Beth (Katharine McPhee)
- 2011 : Margaret : Angie (Hina Abdullah)
- 2011 : Sortie fatale 4 : Lauren (Ali Tataryn)
- 2011 : Arnaque .44 : Dawn (Deborah Ann Woll)
- 2011 : Crépuscule : Vika (Veronika Ozerova)
- 2011 : Les romantiques : Weesie (Rebecca Lawrence)
- 2012 : Le Roi Scorpion 3: La délivrance : la princesse Silda (Krystal Vee)
- 2012 : John Carter : Sola (Samantha Morton)
- 2012 : StreetDance 2 : Steph (Stephanie Nguyen)
- 2012 : L'Ascension du Chevalier Noir : Selina Kyle / Catwoman (Anne Hathaway)
- 2012 : Resident Evil : Le Châtiment : Ada Wong (Li Bingbing)
- 2012 : L'Aube rouge : Toni Walsh (Adrianne Palicki)
- 2013 : Le Dernier Combat : Sarah Torrance (Jaimie Alexander)
- 2013 : Oz, le magnifique : May (Abigail Spencer)
- 2013 : Nœud du diable : Gloria Shettles (Collette Wolfe)
- 2013 : Le Tombeau : la réceptionniste (Lydia Hull)
- 2013 : Le Cinquième Pouvoir : Anke (Alicia Vikander)
- 2014 : Moi, Frankenstein : Terra Wade (Yvonne Strahovski)
- 2014 : Ouija : Debbie Galardi (Shelley Hennig)
- 2015 : Haute Couture : Gertrude 'Trudy' Pratt (Sarah Snook)
- 2015 : Victor Frankenstein : Lorelei (Jessica Brown Findlay)
- 2016 : 31 : Charly (Sheri Moon Zombie)
- 2016 : Resident Evil : L'ultime chapitre : Abigail (Ruby Rose)
- 2016 : Dans la mire : Clara Thomson (Meghann Fahy)
- 2016 : Agence de renseignement : Maggie Joyner (Danielle Nicolet)
- 2018 : À armes égales : Debbie Flanagan (Dawn Olivieri)
- 2018 : Représailles : Christina Tasker (Olivia Culpo)
- 2018 : Crazy Rich à Singapour : Araminta Lee (Sonoya Mizuno)
- 2018 : La Vie en soi : Isabel (Laia Costa)
- 2019 : Le Tombeau 3 : Extraction : Daya Zhang (Malese Jow)
- 2019 : Charlie et ses drôles de dames : Jane Kano (Ella Balinska)
- 2020 : Enragé : Rachel Hunter (Caren Pistorius)
- 2020 : Emma : Mme Elton (Tanya Reynolds)
- 2021 : Course contre la montre : Pam (Kelly Greyson)

#### Films d'animation
- 2013 : L'Université des monstres : Claire Wheeler
- 2013 : Il pleut des hamburgers 2 : Sam Sparks
- 2014 : Les Pingouins de Madagascar : Éva
- 2016 : Ballerina : Camille Le Haut
- 2019 : Histoire de jouets 4 : Bo Peep
- 2020 : En avant : Laurel Lightfoot
- 2022 : Vaillante : Pauline

### Télévision

#### Téléfilms
- 2009 : L'Ange et le Mal : Sandy Johnson (Melanie Papalia)
- 2013 : L'Heure du crime : Megan Welles (Sarah Power)
- 2014 : La Jumelle : Cassie (Ashleigh Harrington)
- 2015 : Piégés : Kaley (Michaela McManus)
- 2021 : Cœur gourmand : Pearl (Melissa Paulson)
- 2022 : Une infusion d'amour : Amy (Molly Leishman)

#### Séries télévisées
- 2008-2010 : Les Tudors : Anne Stanhope (Emma Hamilton)
- 2010-2011 : Majeurs et mariés : Monica Bellow (Kaniehtiio Horn)
- 2011-2013 : Fitz : Sonja Lester (Brooke Nevin)
- 2013-2014 : L'orange lui va si bien : Tiffany « Pennsatucky » Doggett (Taryn Manning)
- 2014-2015 : Hemlock Grove : Destiny Rumancek (Tiio Horn)
- 2018 : Les Foster : Ana Gutierrez Foster (Alexandra Barreto)
- 2018-2019 : Dre Mary : mort sur ordonnance : Louise Malick (Alexandra Castillo (en))

#### Séries d'animation
- 1999 : Les Ailes du dragon : Lin
- 2007-2008 : Bakugan Battle Brawlers : Mira
- 2010-2013 : Joue avec Jess : Mimi
- 2011-2014 : La Retenue : Mme Ping